# Grécia nos Jogos Olímpicos de Verão de 1976
A Grécia participou dos  Jogos Olímpicos de Verão de 1976 em Montreal, no Canadá. Nesta edição o país não teve medalhistas.